# Mulino dul Tač
Il Mulino dul Tač è un antico mulino situato a Zornasco, una frazione di Malesco in Val Vigezzo (provincia del Verbano-Cusio-Ossola). L'edificio è di proprietà del comune ed è incluso nel percorso dell'Ecomuseo Ed Leuzerie e di Scherpelit. È il più grande dei 54 mulini che erano ancora in funzione nella valle fino all'inizio del XX secolo.
Il nome dell'edificio deriva da "Tač" contrazione del termine dialettale "matač" che significa ragazzino e che era il soprannome dell'ultimo mugnaio rimasto operativo fino al 1979, ultimo membro di una famiglia originaria di Toceno proprietaria del mulino fin dalla prima metà del XIX secolo.
L'edificio, risalente al XVII secolo, si sviluppa su due piani uno dei quali seminterrato ed ha una pianta ad L, nell'ala orientale si trovano le strutture motrici, il mulino era alimentato dalle acque del Melezzo orientale che vi arrivavano tramite una roggia molinara che alimentava anche altre strutture produttive presenti nell'area (che si chiamava infatti "ai mulini") tra le quali una falegnameria e due segherie. 
Nei primi anni del XXI secolo il mulino è stato ristrutturato, ne sono state ripristinate le attrezzature e le apparecchiature idrauliche. L'interno dell'edificio ospita tre macine dedicate a lavorazioni diverse, la prima per segale e frumento, la seconda e la terza per le castagne e il granoturco. Una quarta macina era dedicata alla canapa che vi veniva sfibrata per uso tessile. L'edificio ospitava anche l'alloggio del mugnaio, uno spazio per la manutenzione delle attrezzature ed una piccola stalla per l'asino e il mulo utilizzato per il trasporto dei cereali.
Nell'allestimento museale gli spazi sono stati recuperati al loro uso originale e arricchiti di pannelli descrittivi e audiovisivi che descrivono il funzionamento e la filiera produttiva.
Il mulino fa parte dell'ecomuseo Ed Leuzerie e di Scherpelit.